# Enfermedad de Newcastle
La  enfermedad de Newcastle es una enfermedad de aves altamente contagiosa que afecta tanto animales domésticos como silvestres. Afecta más notoriamente a las aves de corral debido a su alta susceptibilidad y los graves impactos que una epidemia puede causar en la industria avícola. Es endémica de muchos países.
La enfermedad de Newcastle fue descubierta en Newcastle upon Tyne, Inglaterra en 1926 (Doyle), pero también en esa época se encontraron cepas ligeramente diferentes en otras partes del mundo.
La exposición de los humanos a las aves infectadas (por ejemplo, en las plantas de procesamiento de pollo) pueden causar suaves síntomas de conjuntivitis y similares a la gripe, pero aparte de esto el virus NDV no implica riesgos para la salud humana. Ha surgido interés en el uso de NDV como un agente anticanceroso dada la habilidad del virus de matar selectivamente células tumorales humanas con toxicidad limitada para las células normales.
No existe un tratamiento contra el NDV, pero el uso de vacunas profilácticas y medidas sanitarias reducen la probabilidad de brotes en los criaderos de aves.

## Agente causal
El agente causal es un virus de la familia Paramyxoviridae, subfamilia paramyxovirinae, género avulavirus. Es un virus de ARN de cadena simple, tiene una envoltura lipoproteica con proyecciones superficiales : glucoproteicas la fusionada (F) y hemaglutinina-neuraminidasa (HN). Puede ser inactivado a 56 °C por tres horas, a 60 °C por treinta minutos y a pH ácido, y con desinfectantes como formalina y fenol. Es sensible al éter por ser envuelto. Su viabilidad es muy alta, sobrevive durante largos periodos a temperatura de ambiente, especialmente en las heces.

## Descripción
El agente causal, Virus de la enfermedad Newcastle (NDV), es un virus de ARN de cadena simple en sentido negativo. La transmisión ocurre por exposición a heces y otras excreciones de aves infectadas, y a través del contacto con alimento, agua, equipamiento y ropa contaminados.

## Cepas
Las cepas de NDV se pueden categorizar como velogénica (altamente virulenta), mesogénica (de virulencia intermedia) o lentogénica (no virulenta). Las cepas velogénicas producen signos nerviosos y respiratorios graves, se esparcen rápidamente y causan hasta 90% de mortalidad. Las cepas mesogénicas causan tos, afectan la calidad y la producción de los huevos y conducen a una mortalidad de hasta 10%. Las cepas lentogénicas producen síntomas leves con mortalidad insignificante.

## Variante de enfermedad Newcastle
En 1999 se encontraron resultados prometedores para el uso del virus de Newcastle en pacientes con cáncer. En 2006 los investigadores de la Universidad Hebrea tuvieron éxito en el aislamiento de una variante del Virus de enfermedad Newcastle (NDV-HUJ), con el objetivo de atacar especialmente a células cancerosas. NDV-HUJ es una variante natural del virus NDV y es también una variante atenuada (es decir virus debilitado), de forma natural ataca preferentemente y se replica en ciertos tipos de células tumorales (del cerebro y los pulmones), dejando a las células normales casi intactas. Los investigadores probaron la nueva viro-terapia en catorce pacientes con gioblastoma multiforme y obtuvieron resultados prometedores por primera vez.

## Uso como arma biológica
La enfermedad de Newcastle fue una de los más de una docena de agentes que Estados Unidos investigó como arma biológica potencial antes de que esa nación suspendiera su programa de armas biológicas.

## Características de la enfermedad en gallinas

### Epidemiología

#### Signos clínicos

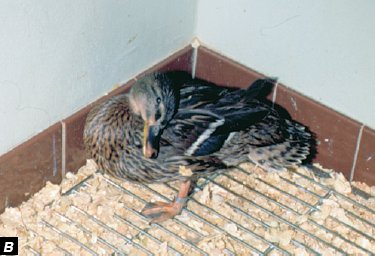
Tortícolis en un Ánade Azulón con enfermedad de Newcastle.

Los signos de infección con NDV varían ampliamente dependiendo de factores tales como la cepa del virus y la salud, edad y especie del hospedador. Los signos pueden ser respiratorios (jadeo, tos), nerviosos (depresión, inapetencia, alicaimiento, parálisis), hinchazón de los ojos y el cuello, diarrea, desfiguración, producción de huevos reducida y con cáscara áspera y fina.

#### Lesiones post mortem

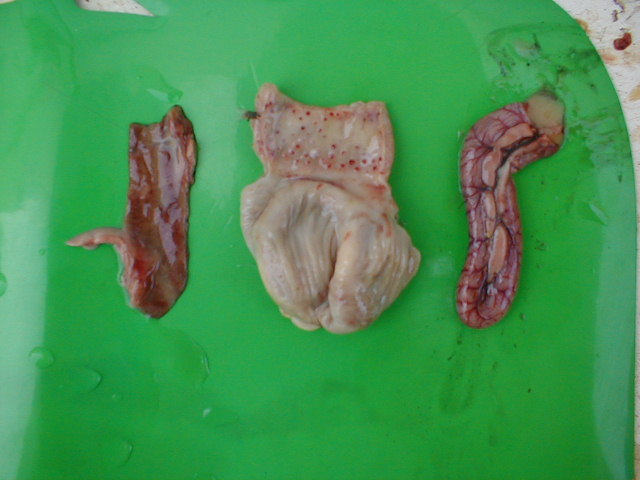
Lesiones típicas en proventrículo, molleja y duodeno (en pollos comerciales con pobre protección por vacunación).

#### Diagnóstico
Según la OIE, la enfermedad de NewCastle puede presentar una cuadro clínico muy similar al de la gripe aviar , por lo que requiere la prueba de laboratorio para confirmar el diagnóstico.

#### Prevención
Cualquier animal que mostrare signos de la enfermedad de Newcastle debería ser puesto en cuarentena inmediatamente. Además, las nuevas aves a introducir en un aviario deberían ser vacunadas previamente.